# Бугенвиллея
Бугенвилле́я (лат. Bougainvillea) — род вечнозеленых растений семейства Никтагиновые (Ночецветные). Распространены в Южной Америке.

## Название
Род назван в честь Луи Антуана де Бугенвиля (1729—1811), французского путешественника, руководителя первой французской кругосветной экспедиции, члена Парижской академии наук.
В популярной литературе часто встречается название бугенвиллия.

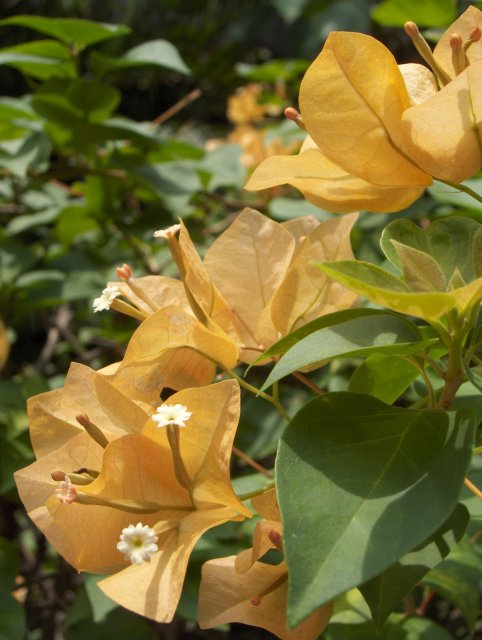
Бугенвиллея голая

## Биологическое описание
Представители рода — вечнозелёные вьющиеся кустарники, иногда невысокие деревья. Растения в природе достигают высоты 5 м.
Листья очерёдные, с цельными краями.
Цветки мелкие, малозаметные, заключены в ярко окрашенные (обычно в пурпурный цвет) широкие прицветники, которые и определяют декоративную ценность представителей этого рода.

## Использование
Некоторые виды культивируют как комнатные или оранжерейные растения, это относится в первую очередь к бразильским видам Бугенвиллея голая (Bougainvillea glabra) и Бугенвиллея замечательная (Bougainvillea spectabilis). Растения легко размножаются черенками, быстро растут.

## Виды

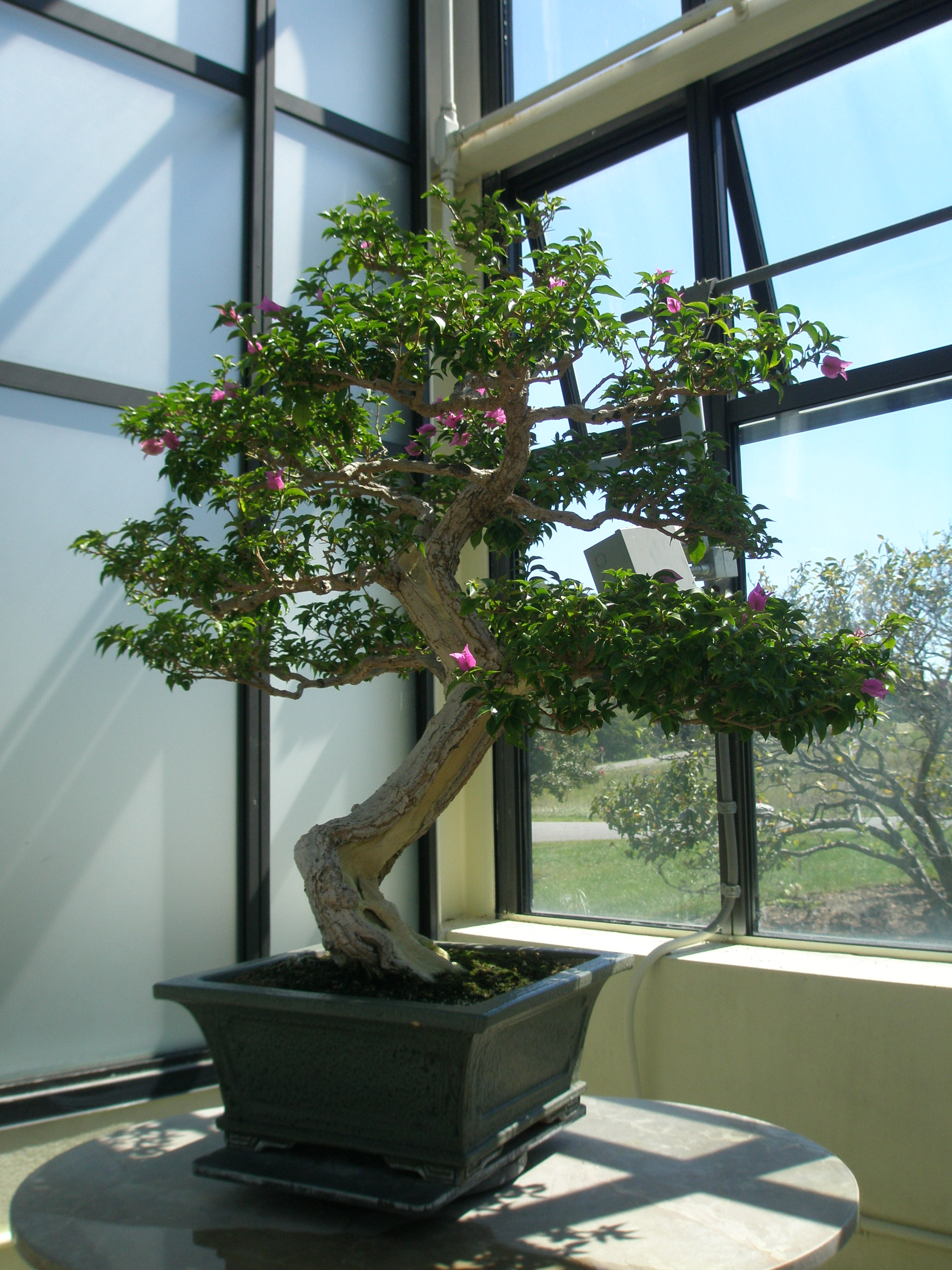
Бугенвиллея, выращенная в виде бонсай

По информации базы данных The Plant List (2013), род включает 18 видов:
- Bougainvillea berberidifolia Heimerl
- Bougainvillea buttiana Holttum & Standl.
- Bougainvillea campanulata Heimerl
- Bougainvillea glabra Choisy — Бугенвиллея голая
- Bougainvillea herzogiana Heimerl
- Bougainvillea infesta Griseb.
- Bougainvillea lehmanniana Heimerl
- Bougainvillea lehmannii Heimerl
- Bougainvillea malmeana Heimerl
- Bougainvillea modesta Heimerl
- Bougainvillea pachyphylla Heimerl ex Standl.
- Bougainvillea peruviana Bonpl.
- Bougainvillea pomacea Choisy
- Bougainvillea praecox Griseb.
- Bougainvillea spectabilis Willd. typus[7] — Бугенвиллея замечательная
- Bougainvillea spinosa (Cav.) Heimerl
- Bougainvillea stipitata Griseb.
- Bougainvillea trollii Heimerl

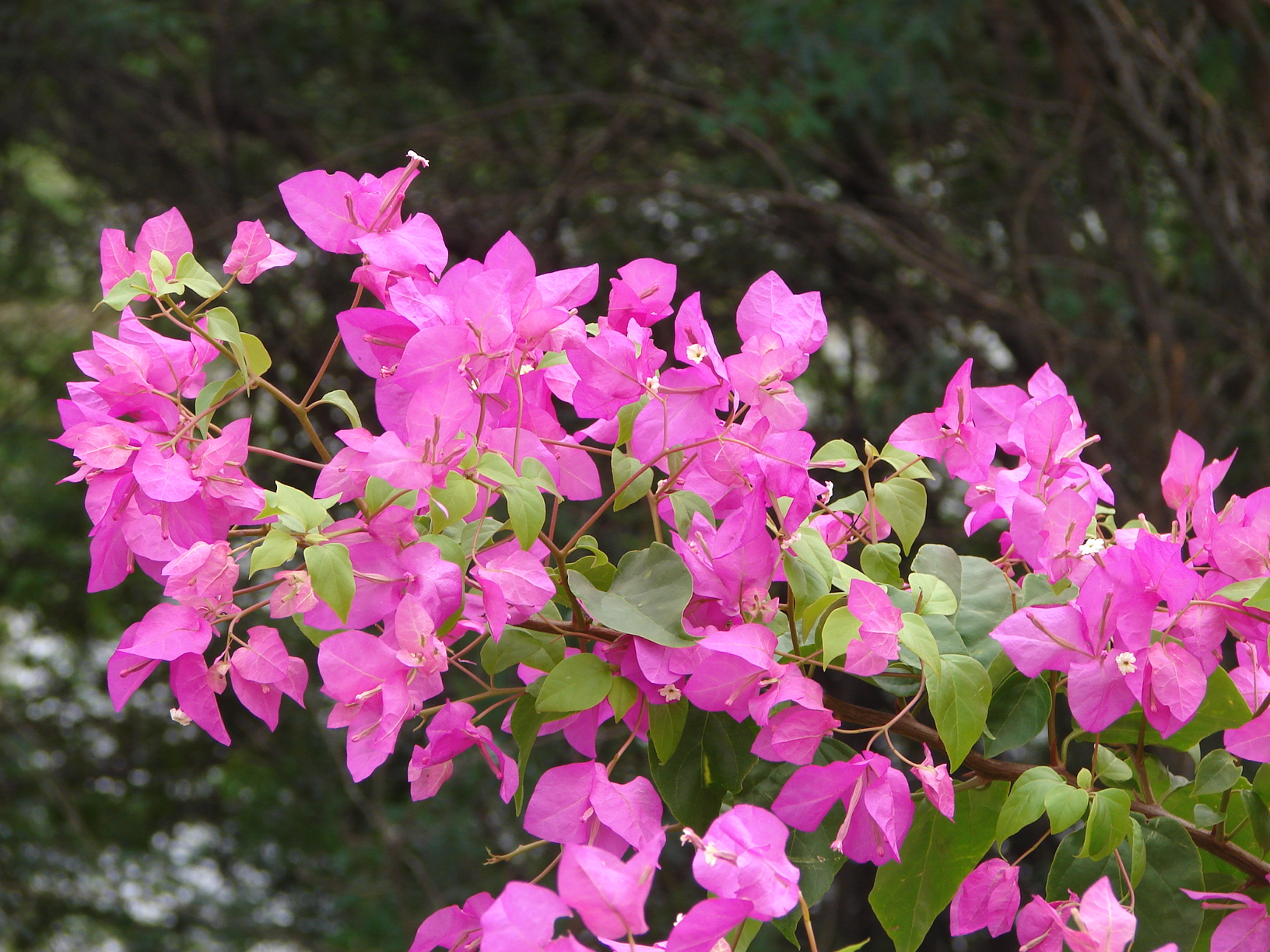
Bougainvillea sp.
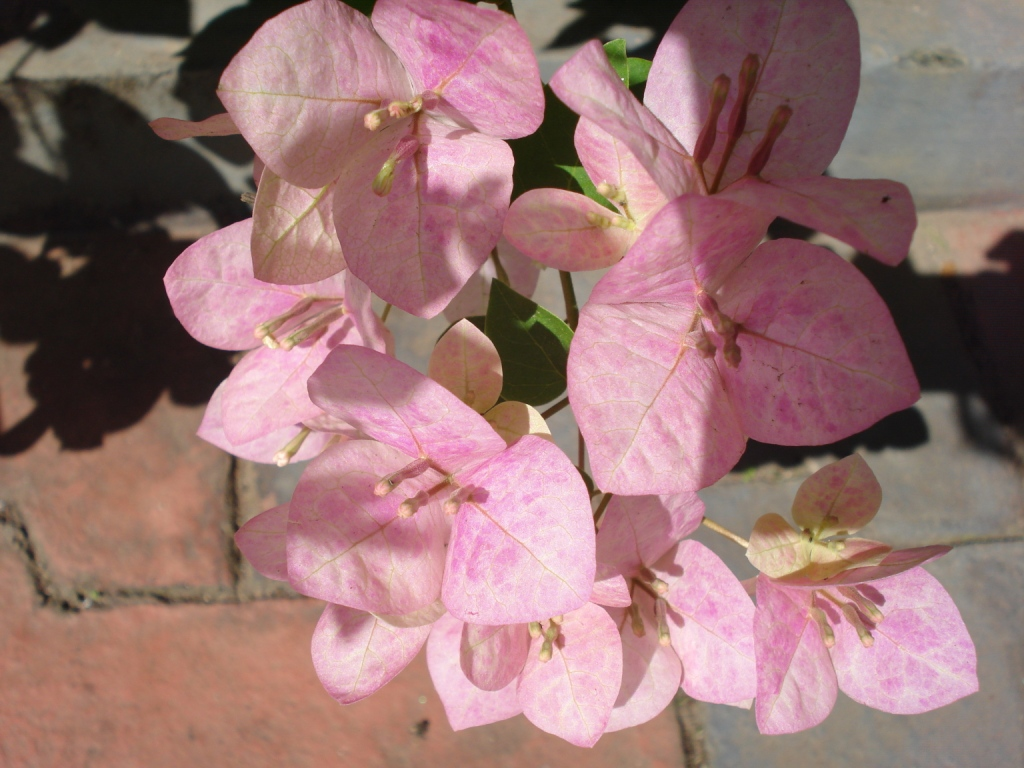
Bougainvillea sp.
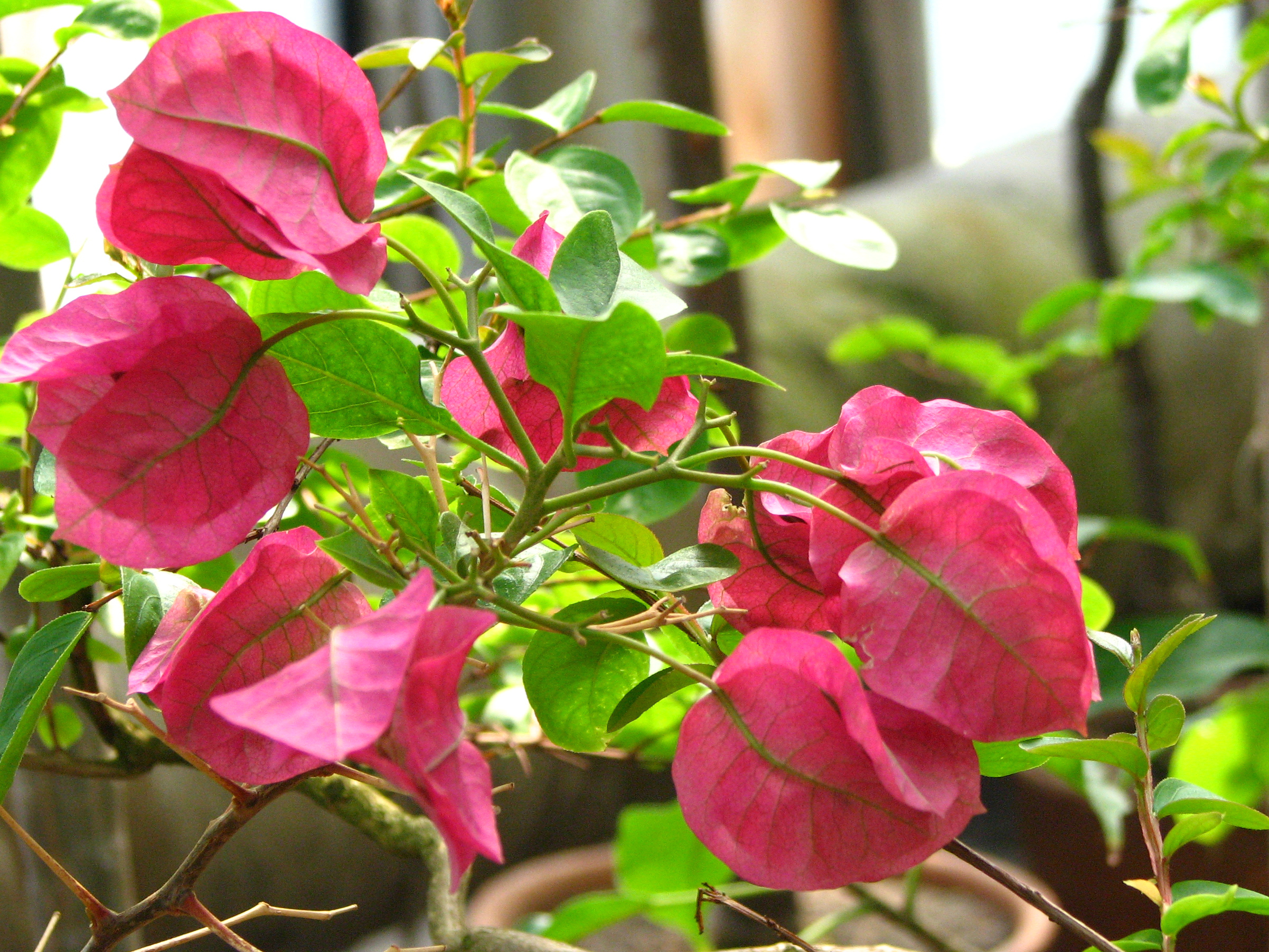
Бугенвиллея голая в Санкт-Петербургском ботаническом саду
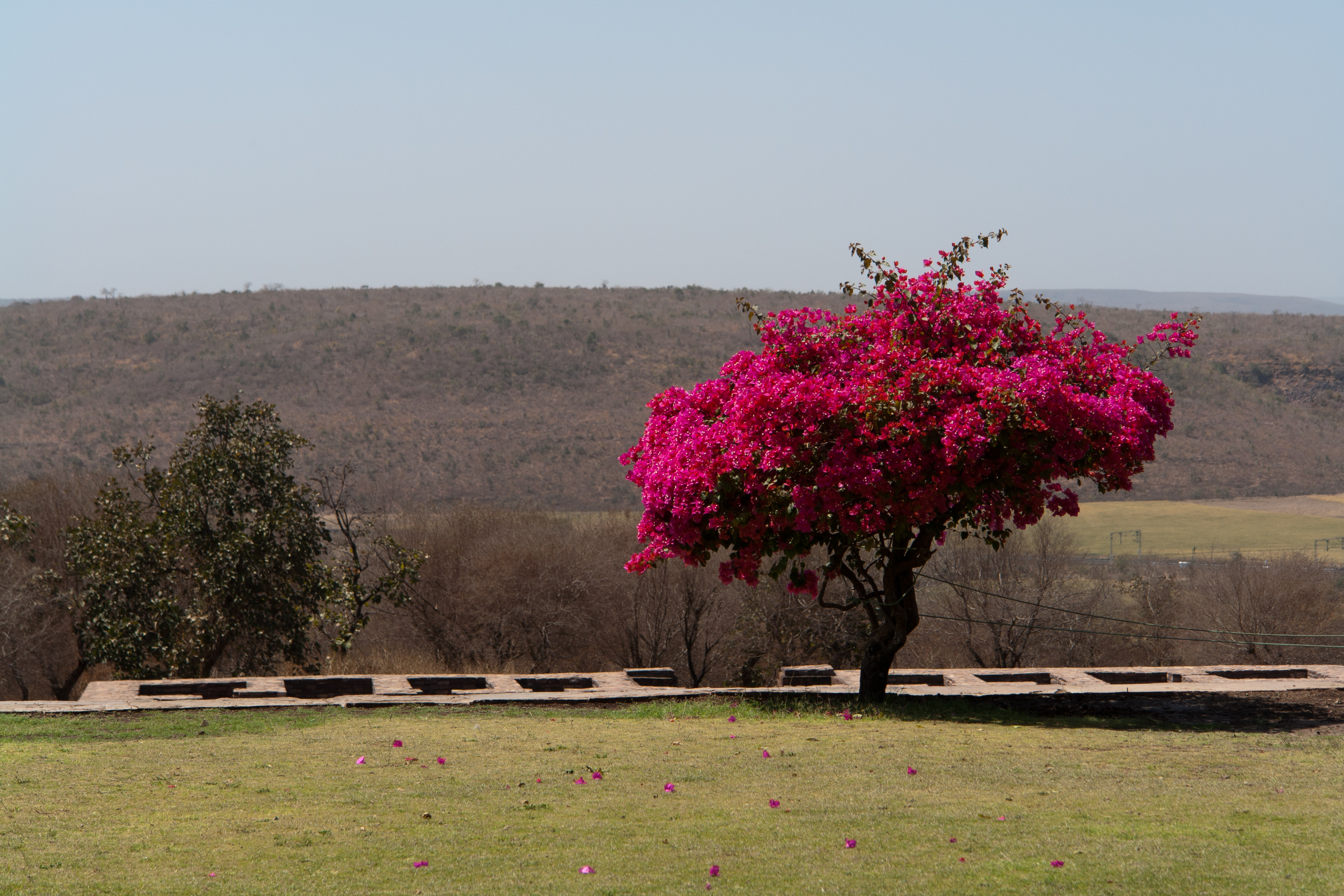
Bougainvillea sp.
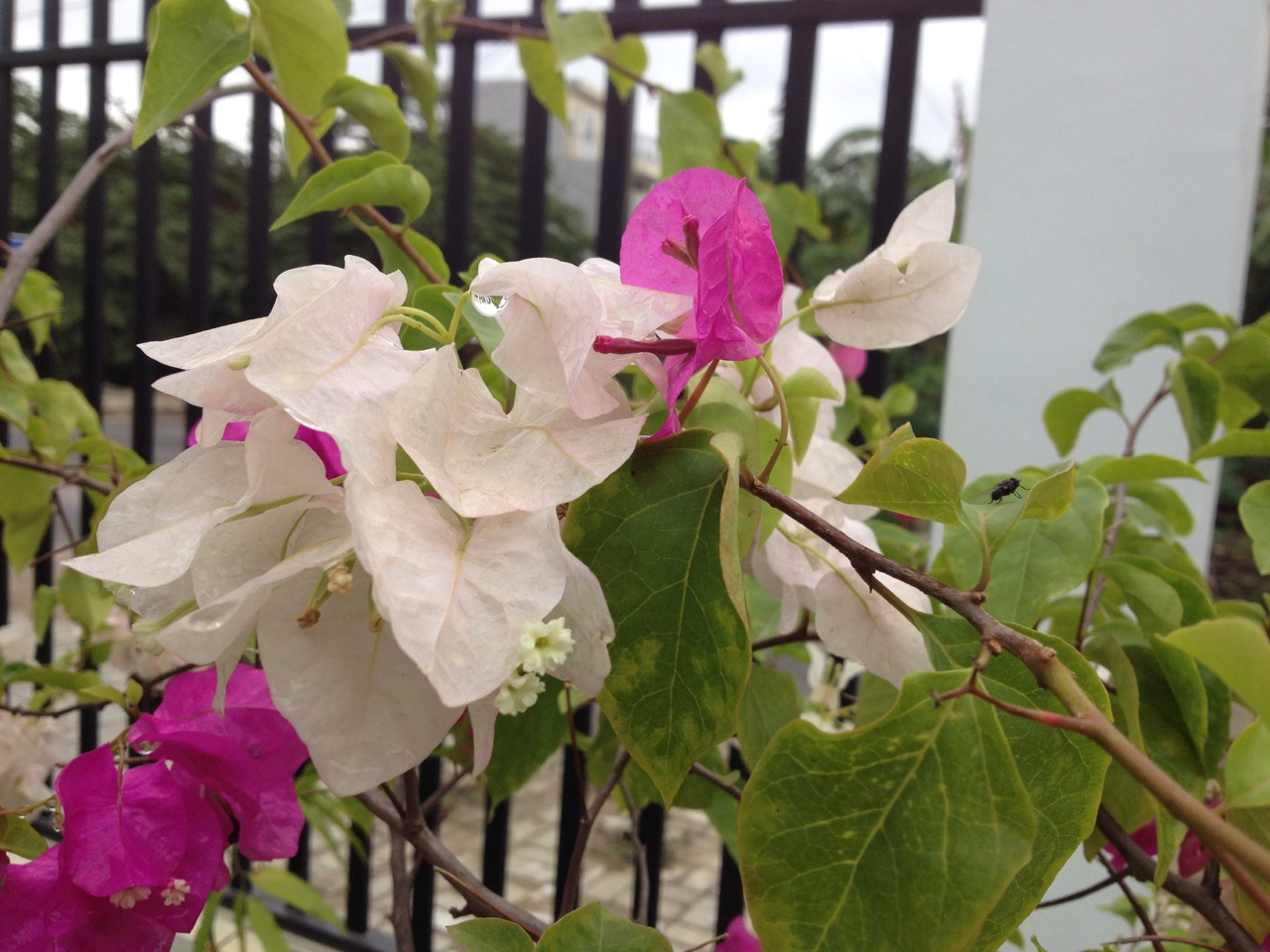
Бугенвиллея голая во Вьетнаме